# گلومروپورفیری
بافت گلومروفیری (گلومروپورفیری) جزئی از بافت‌ها در سنگ‌های آذرین است. در سنگ‌شناسی آذرین بافت‌ها را براساس نحوه قرارگیری کانی‌ها و رابطه آنها با یکدیگر و دیگر اجزا سنگ به چند گروه تقسیم‌بندی می‌کنند در این دسته‌بندی بافت‌هایی نظیر بافت پورفیری، ویتروفیلی، بافت‌های ردیف شده و بافت گلومروفیری جز گروه بافت‌های ناهمسان دانه طبقه‌بندی می‌شوند این بافت‌های که همگی حاوی بلورهای دانه درشت در زمینه ای از شیشه یا بلورهای دانه ریز هستند جز خصوصیت‌های بارزی هستند که در سنگ‌های آذرین بیرونی (آتشفشانی) به چشم می‌خورد. در زمین‌شناسی واژه گلومروپورفیریتیک یا کومولوفیریتیک به خوشه‌های مجزایی از فنوکریست‌های هم‌جنس گفته می‌شود. این بافت در سنگ‌های پورفیری آتشفشانی یافت می‌شود. خوشه‌های فنوکریست معلق بر اثر نیروی کشش سطحی به هم می‌چسبند.